# Eudald Raguer i Batlle
Eudald Raguer i Batlle (Ripoll, Ripollès, 21 de juny de 1809 - Ripoll, Ripollès, 13 de juliol de 1878) va ser un metge i erudit català.
Estudià a Barcelona, on es llicencià en Medicina i Cirurgia el 1829, i es va doctorar el 1830. El mateix any, Pròsper de Bofarull el nomenà delegat de l'Arxiu de la Corona d'Aragó a Ripoll, per tal que recollís la documentació i els llibres que s'haguessin salvat de la crema del monestir de Ripoll. Va ser ajudant del Cos de Sanitat Militar. Emprengué les accions necessàries per a salvar el monestir de l'expropiació decretada pel govern i impedí que es produís la destrucció. Membre de la Reial Acadèmia de Medicina de Catalunya, hi va presentar comunicacions que foren publicades. Va col·laborar en les publicacions El Compilador Médico, El Eco del Ter i El Eco de la Montaña. Juntament amb els seus condeixebles Josep Oriol Navarra i Valentí i Ignasi Boet, durant el curs 1828-1829, va recollir unes Lecciones orales, producte de la càtedra Ramon Ferrer i Garcés. També va enviar a l'Acadèmia de Medicina uns apunts sobre la verola.

## Publicacions[2]
- Apuntes sobre la episcotia (sic) ocurrida·en la alta montafia, durante los años 1840 y 1841
- Disertatio pro premio habendo publice prolata (1830)
- Anotaciones et diversis atque perillustribus auctoritatibus' tum veteribus tum neoreticis selectae
- Apuntes acerca del cólera morbo asiático que ha reinado en la villa de Ripoll, en 1865, con varias referencias al azote de 1854 (1866)
- Notas sobre la acción del fuego en el tratamiento de la hidrofobia, y de la influencia moral que ejercer puede una absoluta confianza en este método de combatirla (1866)
- Cría de los gusanos de seda en Ripoll.